# Chefs militaires des guerres d'Italie
- Jacques II de Chabannes, seigneur de la Palice, Grand maître de France.
- Charles III de Bourbon, connétable de France, passé au camp impérial.
- Gaston de Foix, duc de Nemours.
- Pierre du Terrail, seigneur de Bayard.
- Prospero Colonna, condottiere romain.
- Jean des Bandes Noires, condottiere toscan.
- Gonzalve de Cordoue, le Gran Capitán.
- Odet de Foix, vicomte de Lautrec.
- Blaise de Monluc, militaire gascon, futur maréchal de France.
- Louis de la Trémoille, vicomte de Thouars, comte de Guînes.
- Pedro Navarro, pirate, mercenaire puis militaire espagnol d'origine navarraise.
- Antonio de Leiva, militaire espagnol d'origine navarraise et duc de Terranova.
- Charles de Lannoy, militaire flamand, vice-roi de Naples.
- Ludovic Sforza, duc de Milan.
- Georg von Frundsberg, capitaine de lansquenets allemand.
- Andrea Doria, condottiere et amiral génois.
- Bartolomeo d'Alviano, condottiere vénitien.
- Ferdinand de Guastalla, condottiere.
- Guillaume Gouffier, seigneur de Bonnivet.
- Jacques de Trivulce, condottiere, marquis de Vigevano, Maréchal de France.
- François de Bourbon, comte d'Enghien.
- Charles II d'Amboise de Chaumont, maréchal de France, gouverneur de la seigneurie de Gênes et du duché de Milan de 1500 à 1511.